# Doral
Doral – miasto w Stanach Zjednoczonych, w stanie Floryda, w hrabstwie Miami-Dade. W 2019 roku liczy ponad 65,7 tys. mieszkańców i należy do najszybciej rozwijających się miast na Florydzie. Miasto zamieszkane jest przez duże grupy Wenezuelczyków (26,6 tys.) i Kolumbijczyków (10,8 tys.). Jest częścią obszaru metropolitalnego Miami.  